# Pozolana

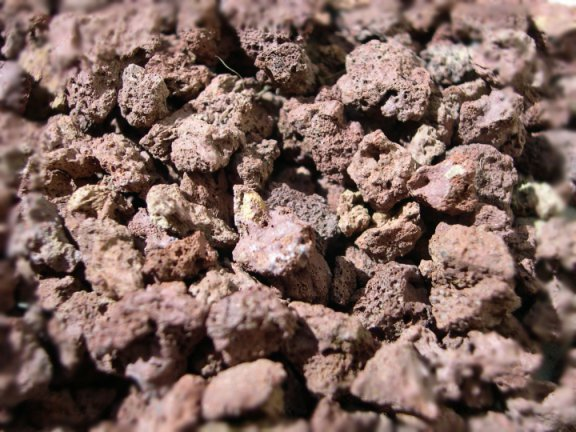
Grãos de pozolana.

Pozolana, ou pozzolana (do italiano pozzolana ou pozzuolana), nome derivado da localidade italiana de Pozzuoli, nas imediações do Vesúvio, onde é encontrada em cinzas vulcânicas conhecidas por cinzas pozolânicas ou pumicite. 
Embora a designação se tenha alargado a materiais produzidos industrialmente, ou derivados de cinzas volantes de processos de queima industrial, na sua origem as pozolanas são rochas de origem vulcânica, constituídos por uma mistura mais ou menos homogénea de materiais argilosos, siltes e areias, com maior ou menor agregação, resultantes da alteração pelos agentes atmosféricos de materiais vulcânicos ricos em sílica não cristalina, com destaque para a pedra-pomes. 
Devido à sua riqueza em silicatos vítreos, as pozolanas são consideradas rochas sedimentares de natureza ácida, contendo um elevado teor de sílica reactiva (SiO2), capaz de reagir com o hidróxido de cálcio (Ca(OH)2), dando origem a silicatos de cálcio hidratados (C-S-H), responsáveis pela resistência mecânica do cimento. As pozolanas mais comuns são de cor clara, mas em função dos óxidos metálicos que contenham podem ter colorações que variam desde o esbranquiçado até ao cinzento-escuro, incluindo variedades avermelhadas e rosa. A pozolana é um dos componentes do cimento utilizada na preparação de argamassas pozolânicas, misturada com água e cal hidratada, melhorando as características dos betões e permitindo a sua utilização dentro de água.

## Características das pozolanas
As pozolanas são materiais siliciosos ou silico-aluminosos, naturais ou artificiais, que contém um elevado teor de sílica em forma reactiva, isto é numa qualquer forma não cristalina (vítrea) e finamente pulverizada capaz de reagir, na presença de água e à temperatura normal, com hidróxido de cálcio.
A reactividade da sílica de um material, geralmente designada como grau de pozolanicidade do material, depende da proporção dos silicatos que se encontram em forma vítrea, já que a sílica cristalina é muito estável à temperatura normal, e da dimensão das partículas, uma vez que a reactividade aumenta com a superfície específica do material, sendo esta tanto maior quanto menores forem as partículas que o compõem. Por essa razão é essencial que as pozolanas estejam finamente pulverizadas, caso contrário o grau de pozolanicidade do material é baixo, não permitindo a utilização do material que as contenha como ligante.
As pozolanas são materiais com pouca qualidade cimentante intrínseca, uma vez que por si são ligantes pobres, mas quando finamente pulverizadas e na presença de água, reagem com o hidróxido de cálcio à temperatura normal, formando então silicatos de cálcio estáveis com apreciável capacidade cimentante. 
As principais vantagens que resultam da adição de pozolanas ao cimento comum são a sua hidratação lenta, logo com baixa libertação de calor, e o aumento de resistência do betão resultante aos sulfatos e a outros agentes agressivos ácidos.
A baixa libertação de calor durante a fase de presa torna os betões pozolânicos particularmente adequados para utilização em situações em que seja necessário betonar grandes volumes em simultâneo, evitando o sobreaquecimento das massas betonadas e a consequente fissuração.
A maior resistência à corrosão resulta da alta alcalinidade dos betões pozolânicos e do facto da reacção pozolânica deixar menos hidróxido de cálcio para ser lixiviado, reduzindo assim a permeabilidade do betão obtido. Esta mesma característica facilita a utilização dos cimentos pozolânicos em operações de betonagem de estruturas submersas, incluindo as estruturas submarinas.
Apesar das vantagens atrás apontadas, a substituição de parte do cimento por pozolana, leva a que os betões assim compostos tenham menor resistência inicial, desvantagem que desaparece após cerca de 90 dias de cura, obtendo-se então resistências cerca de 10 a 15% superiores à de betões comuns de características composicionais semelhantes.
Os materiais pozolânicos mais comuns são a pozolana natural, em geral resultante da trituração de pedra-pomes (pumicite), as terras ricas em calcedónias e em opalas, terras diatomitícas calcinadas, as argilas calcinadas, as cinzas volantes e o metacaulino.
As pozolanas naturais são em geral materiais de origem vulcânica, de natureza vítrea e composição traquítica ou pomítica, com uma elevada proporção de óxido de silício reactivo e óxido de alumínio, podendo conter ainda óxido de ferro e outros óxidos, mas com um teor em óxido de cálcio reactivo muito pequeno. O teor ponderal de SiO2 reactivo não deve ser inferior a 25 %. São também pozolanas naturais algumas rochas de origem fóssil, com destaque para os diatomitos.
As cinzas volantes, também conhecidas por cinzas de combustível pulverizadas, são obtidas pela precipitação electrostática das poeiras contidas no fumo produzido pela queima de combustível nas centrais termoeléctricas a carvão, são a pozolana artificial mais comum. Dado que as partículas das cinzas volantes são esféricas e com superfície específica semelhante à do cimento Portland, a sílica nelas contida fica facilmente disponível para reacção. Apesar de poderem alterar a cor do concreto resultante, a adição de cinzas volantes ao cimento tipo Portland é feita em proporção que varia de 5% a 40%, obtendo-se uma mistura de boa qualidade ligante e com um preço reduzido, já que mesmo sendo mais cara que o cimento, a substituição com cinzas melhoram as qualidades de resistência mecânica do concreto, diminuindo consideravelmente a quantidade de cimento para a mesma resistência.
O metacaulino é obtido pela calcinação de caulino a elevadas temperaturas (> 800°C), seguida da sua trituração por forma a obter elevada área superficial específica, o que lhe confere muito elevada pozolanicidade.
O uso de pozolana constitui uma forma importante de impedir a reação Reação álcali-agregado, que possui grande influência em obras de grande volume de concreto.

## História

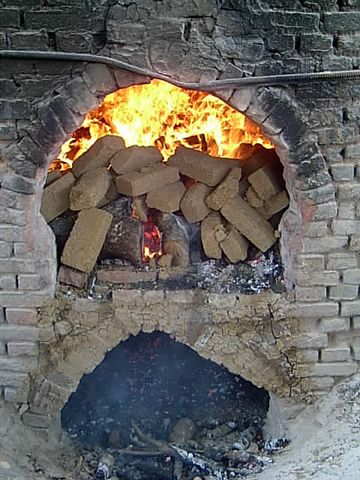
Forno para calcinação de tijolos de argila para produção de pozolanas.

As primeiras utilizações conhecidas das pozolanas datam dos tempos do Império Romano, quando se descobriu que as cinzas vulcânicas da região de Pozzuoli, nas imediações do Vesúvio, quando finamente trituradas e misturadas com cal produziam uma argamassa resistente e duradoura. As primeiras explorações surgiram naquela região, mas foram-se alargando a outras zonas vulcânicas do Lácio e da Campânia e depois de toda a bacia mediterrânica, fazendo-se uso das diversas colorações do material, variáveis conforme a sua origem. O engenheiro e arquitecto romano Vitrúvio, que viveu no século I a.C., já descrevia quatro tipos de pozolana (negra, branca, cinzenta, e vermelha) e os seus usos.
Descobertas as suas propriedades ligantes, os romanos fizeram uso alargado das pozolanas, utilizando-as na feitura do opus coementicium (o cementizio), uma argamassa criada pela mistura de pozolanas com cal (tipicamente na proporção de 2:1) imediatamente antes da adição de água. Esta argamassa constitui um ligante suficientemente poderoso para construir grandes estruturas, como pontes, cúpulas e vigas longas, e tem a particularidade de ganhar presa mesmo quando submersa. Exemplos extraordinários da sua utilização são a cúpula do Panteão de Roma e os molhes do porto romano de Cosa. Estes últimos foram construídos com argamassa pozolânica aparentemente colocada no leito do mar através de longos tubos que permitiram encher os moldes sem permitir a mistura com a água do mar. A estrutura resultante foi tão duradoura que três dos cais ainda permanecem, com as suas estruturas submersas em óptimo estado de conservação, decorridos mais de 2 100 anos da sua construção. 
A utilização das argamassas pozolânicas perdeu-se com a desagregação do Império Romano, mas foi retomada a partir do Renascimento europeu e está na origem dos modernos cimentos. A redescoberta do uso das pozolanas deve-se ao labor dos humanistas italianos, tendo sido divulgado pelos grandes arquitectos e construtores renascentistas, entre os quais Filippo Brunelleschi, redescobrindo a utilização das argamassas pozolânicas de presa rápida na construção de cúpulas e pontes.
A reintrodução em larga escala do uso das pozolanas levou à procura de fontes alternativas às naturais, tendo-se descoberto que múltiplos materiais ricos em sílica não cristalina exibem as mesmas propriedades cimentantes. Entre as pozolanas artificiais destacam-se as argilas calcinadas, as cinzas volantes e as terras diatomíticas calcinadas.

## Os modernos cimentos pozolânicos
Os modernos cimentos pozolânicos são uma mistura de pozolanas naturais e industriais com cimento Portland. Para além do seu uso em obras submersas, a alta alcalinidade dos cimentos pozolânicos torna-os resistentes às causas mais comuns de corrosão, incluindo à provocada por sulfatos de origem atmosférica, em especial os resultantes das chuvas ácidas. Depois de completamente endurecido (após um período de cura em geral longo), as argamassas pozolânicas são em geral mais duras do que misturas semelhantes contendo apenas cimento Portland. Essa dureza deve-se à sua menor porosidade, o que também as torna menos propensa a absorver água por capilaridade e menos atreitas a fragmentação superficial (spalling).
O cimento Portland pozolânico (conforme norma ABNT NBR 5736), em geral conhecido pela sigla CP IV, é constituído por clínquer e gesso: 45 a 85%; escórias: 0 a 5%; pozolanas: 15 a 50%; material carbonatado: 0 a 5%.